# Bruno César
Bruno César Zanaki (Santa Bárbara d'Oeste, 7 november 1988) is een Braziliaans voetballer die bij voorkeur als vleugelspeler speelt. Hij tekende in januari 2016 bij Sporting CP. Bruno César debuteerde in 2011 in het Braziliaans voetbalelftal.

## Clubcarrière
Bruno César maakte veertien treffers in eenendertig competitieduels voor Corinthians. Zijn prestaties werden opgemerkt door SL Benfica, dat in 2011 5,5 miljoen euro veil had voor zijn diensten. In januari 2013 werd de vleugelspeler verkocht aan Al-Ahli. In 2014 werd hij verhuurd aan Palmeiras. In juli 2015 tekende hij bij GD Estoril Praia. In januari 2016 maakte de Braziliaan de overstap naar Sporting CP. Op 6 januari 2016 debuteerde hij voor de hoofdstedelingen in de uitwedstrijd tegen Vitória Setúbal. Hij maakte meteen twee treffers.